# Sewadjtu
Sewadjtu fou el 34è faraó de la dinastia XIII d'Egipte. Regnà durant el Segon Període Intermedi. El seu nom de tron dou Sankhere i el seu nom Sa Ra fou Sewadjtu. El papir de Torí diu que va regnar tres anys i uns tres mesos.